# María Dolores Ortiz
María Dolores Ortiz (Gibara, Provincia de Holguín, 25 de abril de 1936-27 de octubre de 2023) fue una historiadora, filóloga, profesora e intelectual cubana.

## Biografía
Estudió filología en la Universidad de La Habana, obteniendo un título de doctorado en ciencias de la filología y profesora titular. 
Fue profesora titular de la Universidad de La Habana  y Profesora Emérito del Instituto Superior Pedagógico Enrique José Varona, Galardonad con Premio Nacional de Televisión en 2020, y Heroína Nacional del Trabajo de la República de Cuba.
Fue una popular panelista del programa televisivo Escriba y Lea.

### Filmografía
- Escriba y Lea, como panelista